# 伊豆市
伊豆市（日语：／ Izu shi */?）為一位于靜岡縣伊豆半島中央的市，為伊豆半島面積最大的市。市內大多數地區為山地。

## 概要
伊豆市成立于2004年4月1日，由田方郡修善寺町、土肥町、天城湯島町、中伊豆町合併而成。成立時人口有38,108人，合併後人口持續減少（2007年3月時有37,292人，合計共減少816人）。合并時是靜岡縣內僅次于靜岡市和本川根町的第三大自治體，目前位居第四，但伊豆市仍占了靜岡縣面積的4.1%。

## 地理
- 山：天城山、達磨山、伽藍山、城山、巢雲山
- 川：狩野川、修善寺川、大見川、持越川、貓越川、土肥川、八木澤川
- 湖：八丁池、早霧湖（人造湖）
- 海：駿河灣

## 圖片

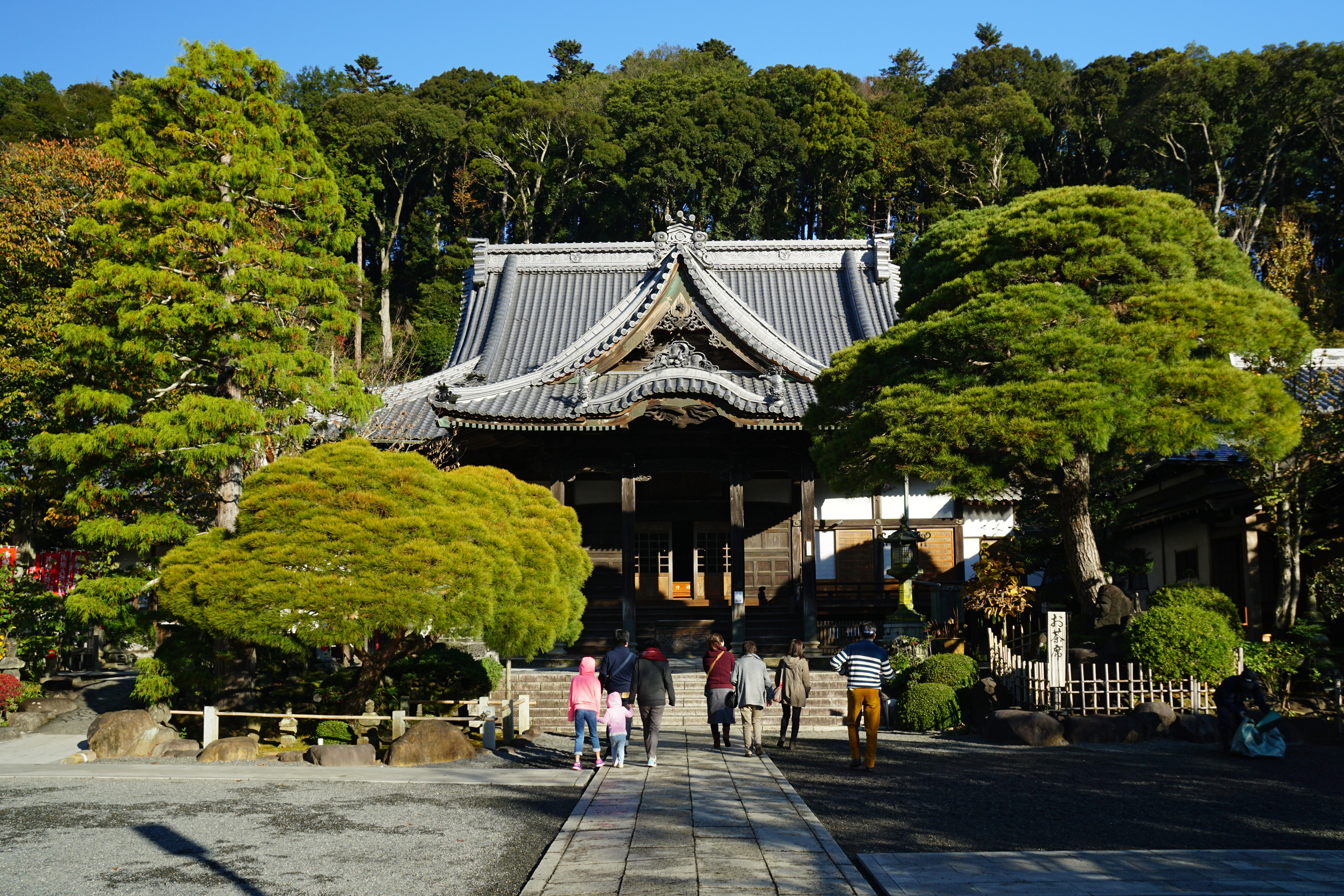
修禅寺
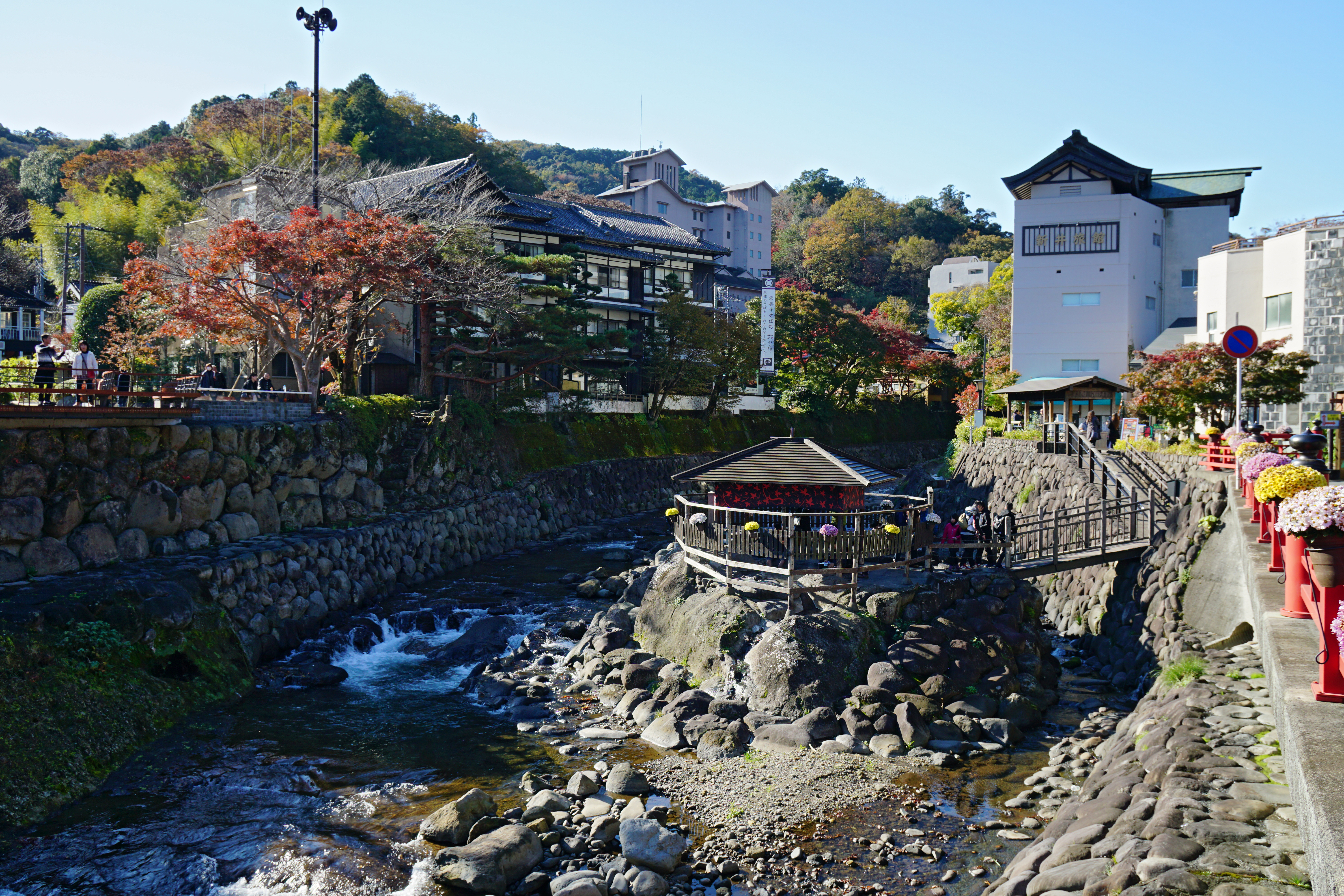
修禅寺溫泉
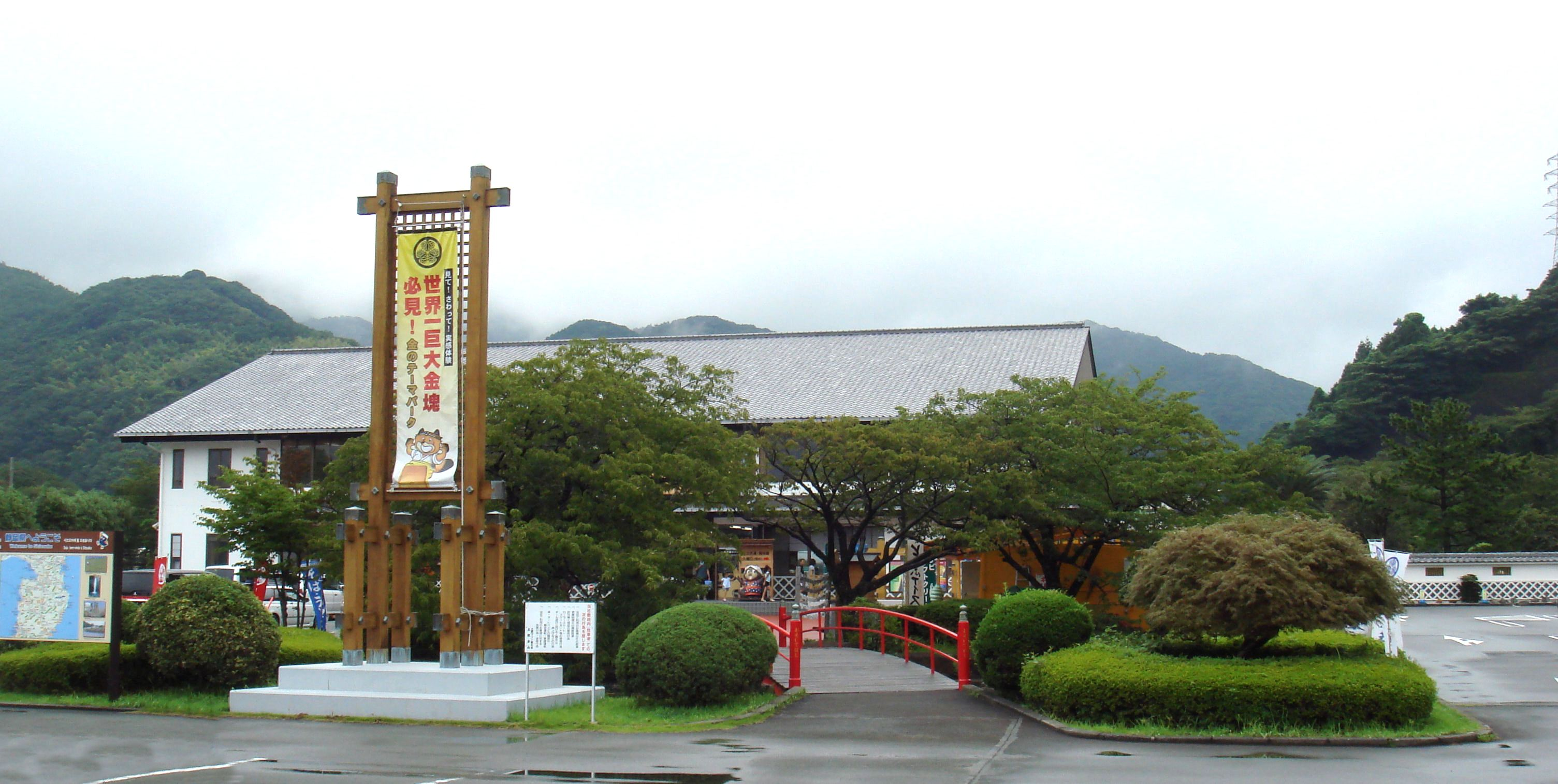
土肥金山
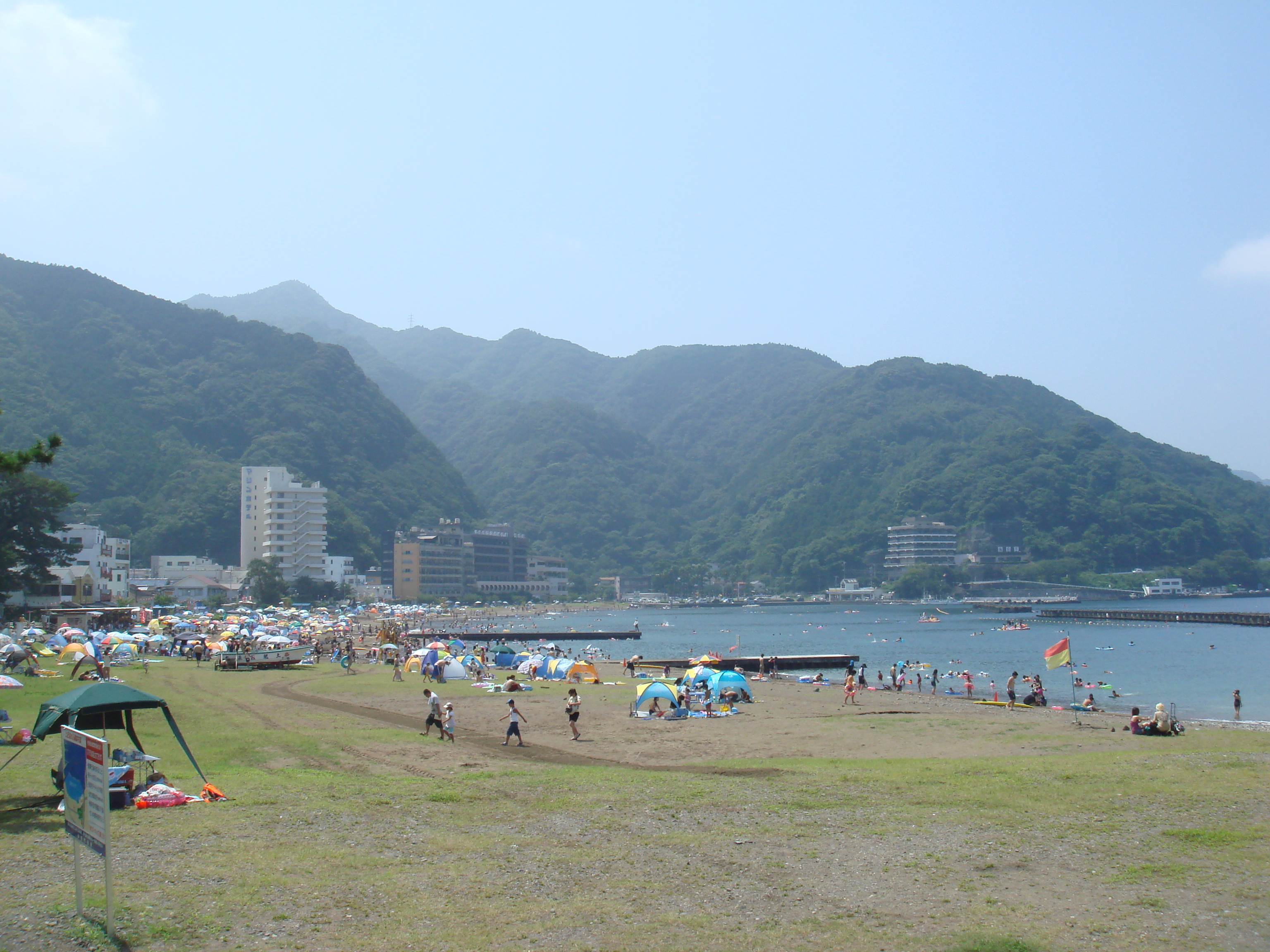
土肥溫泉
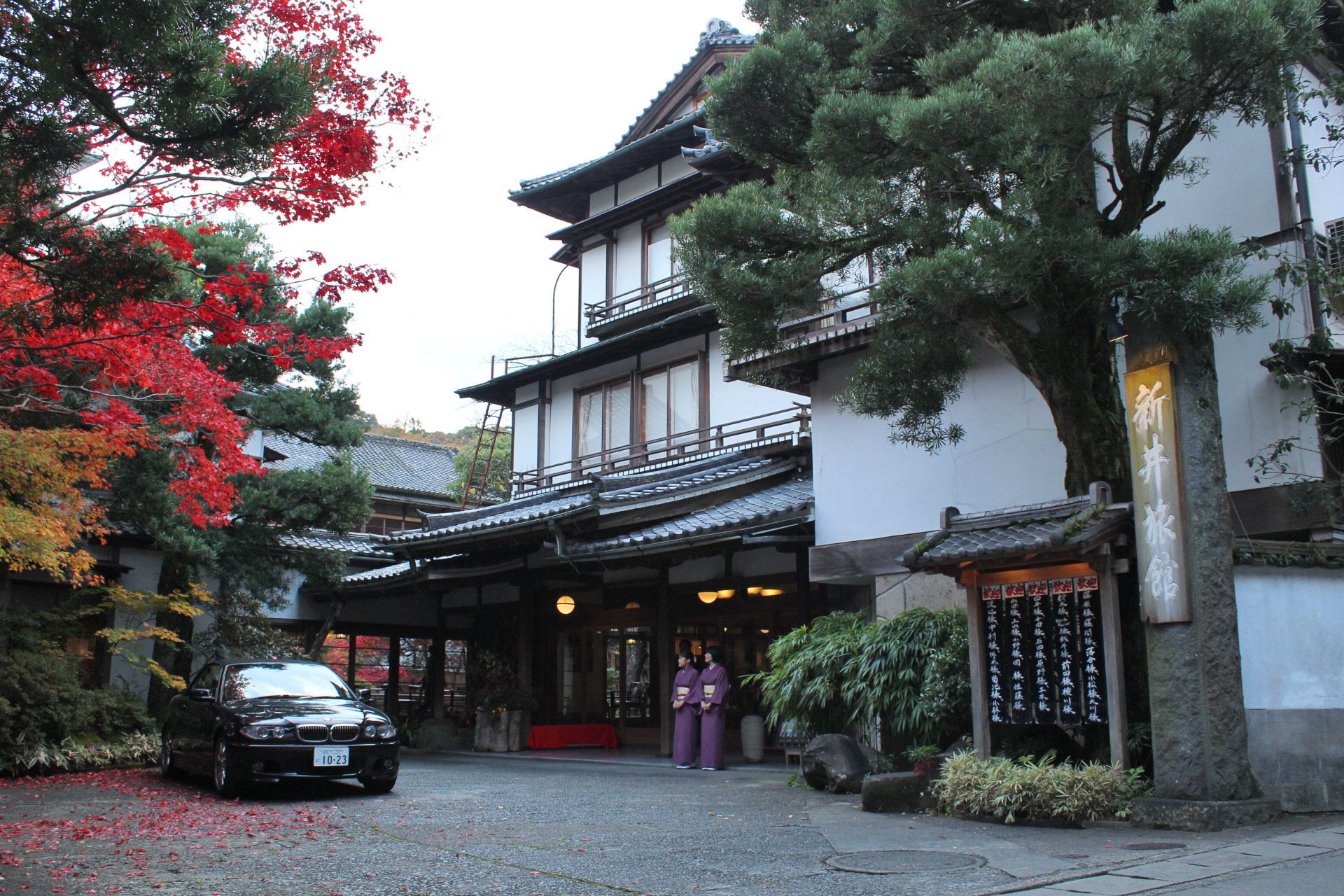
新井旅館
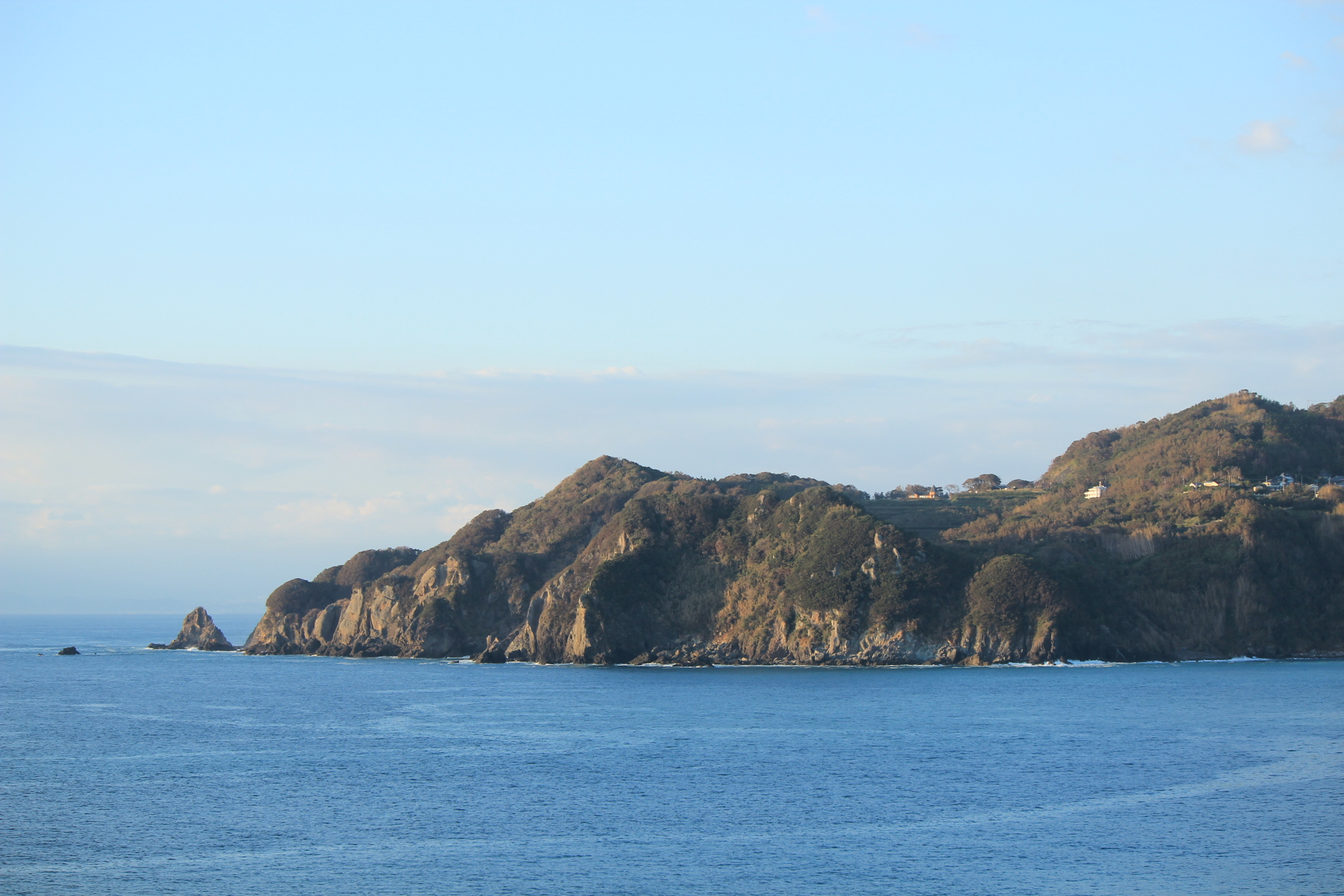
戀人海角
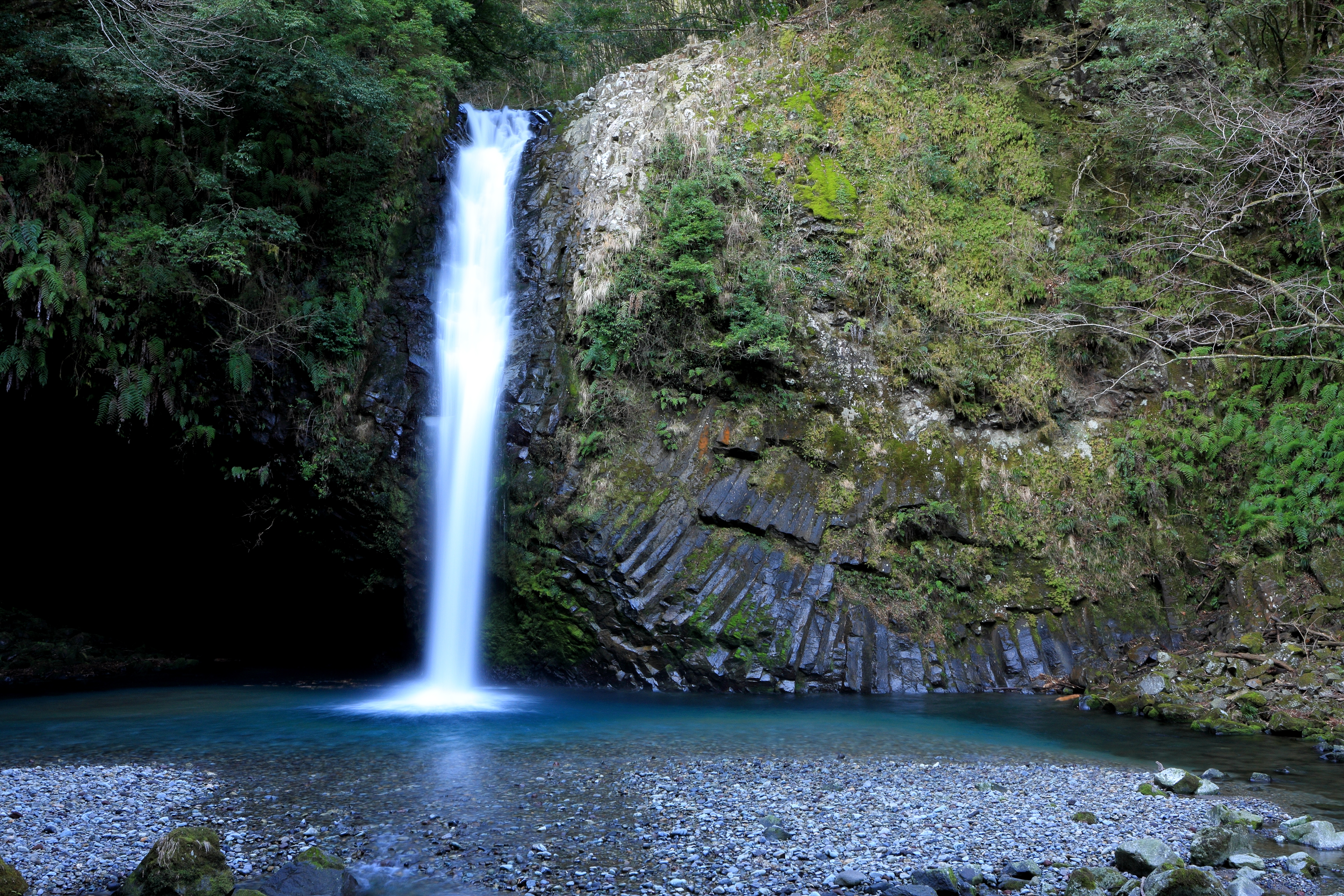
淨蓮瀑布
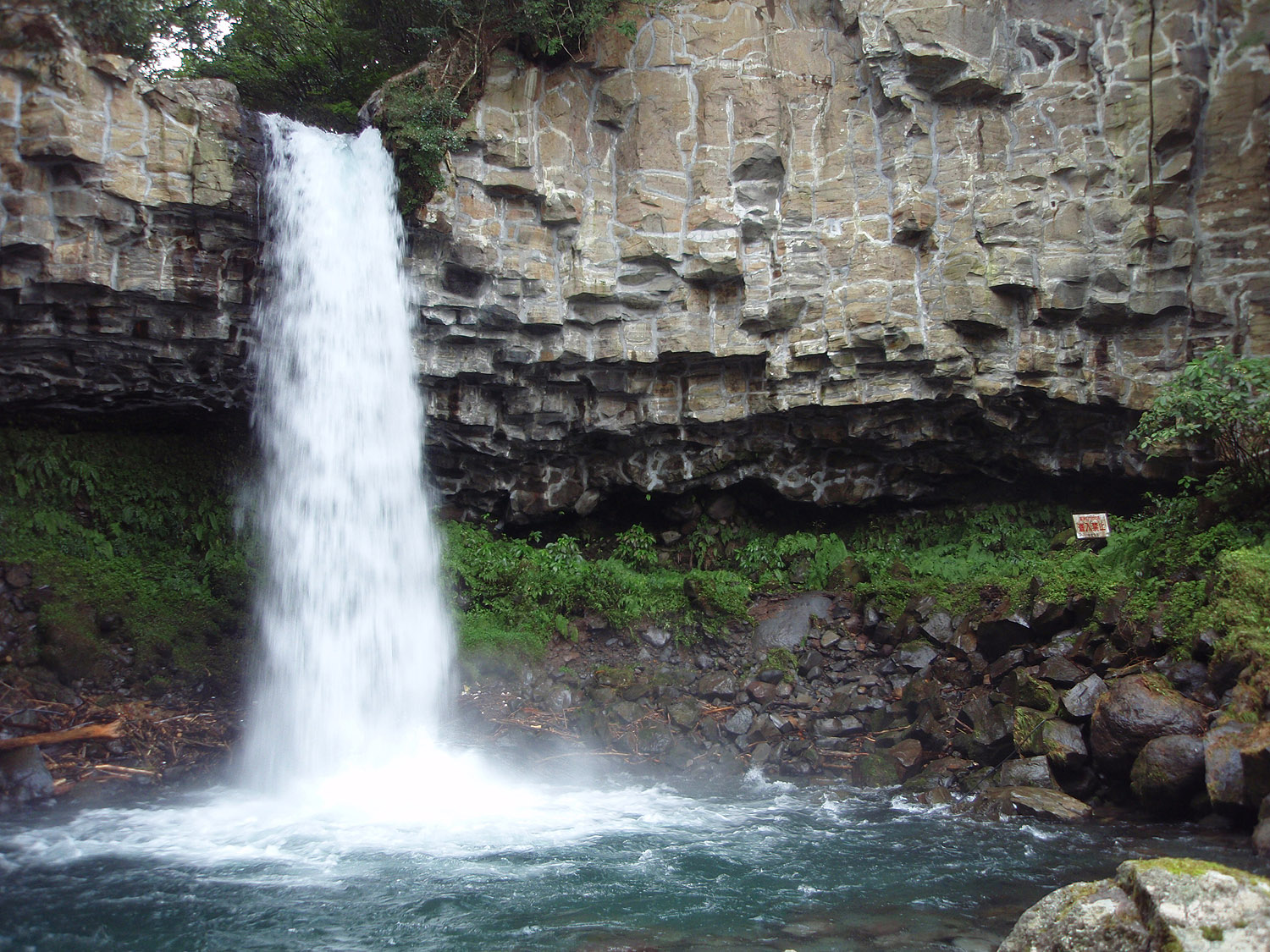
萬城瀑布
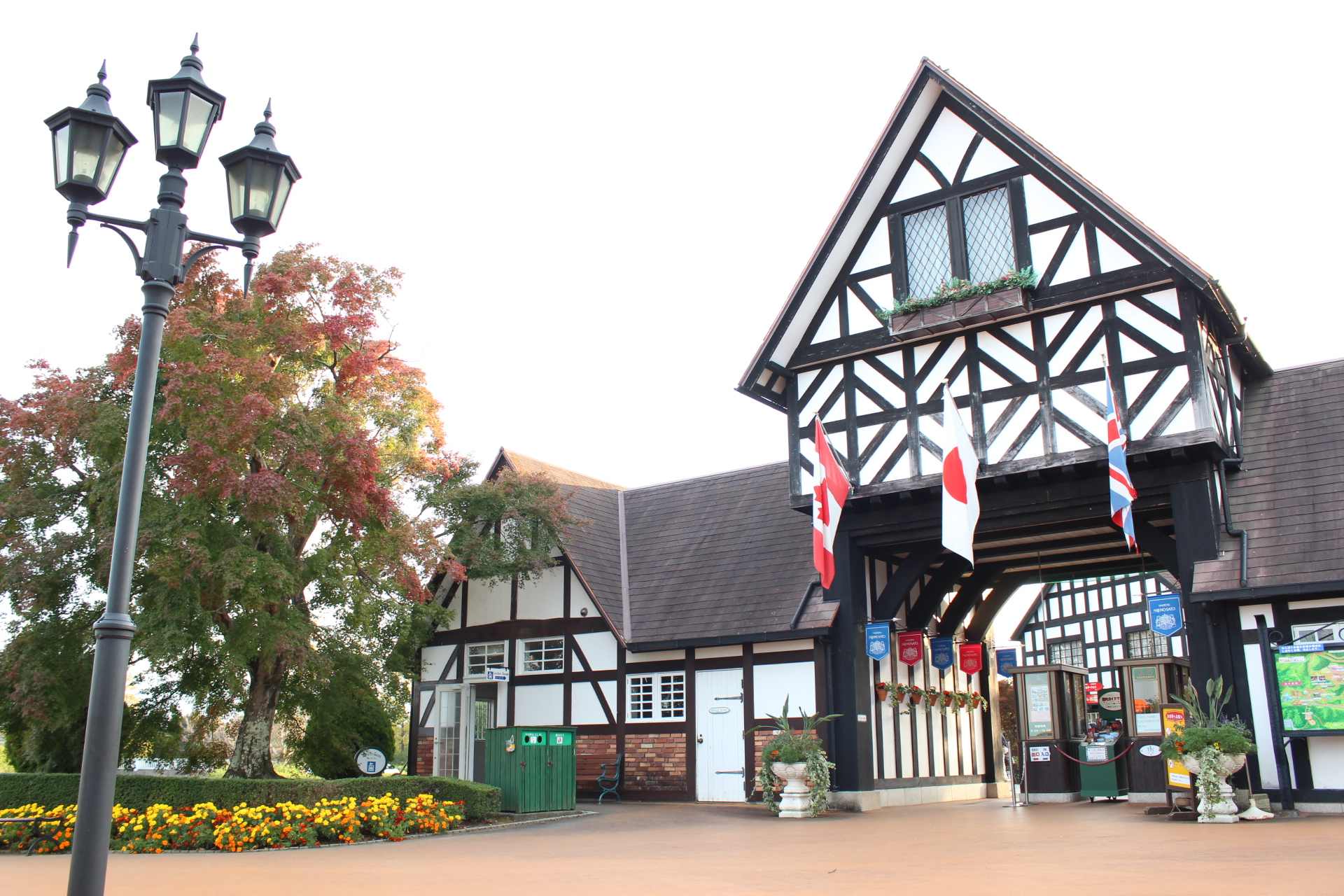
修善寺虹乃鄉
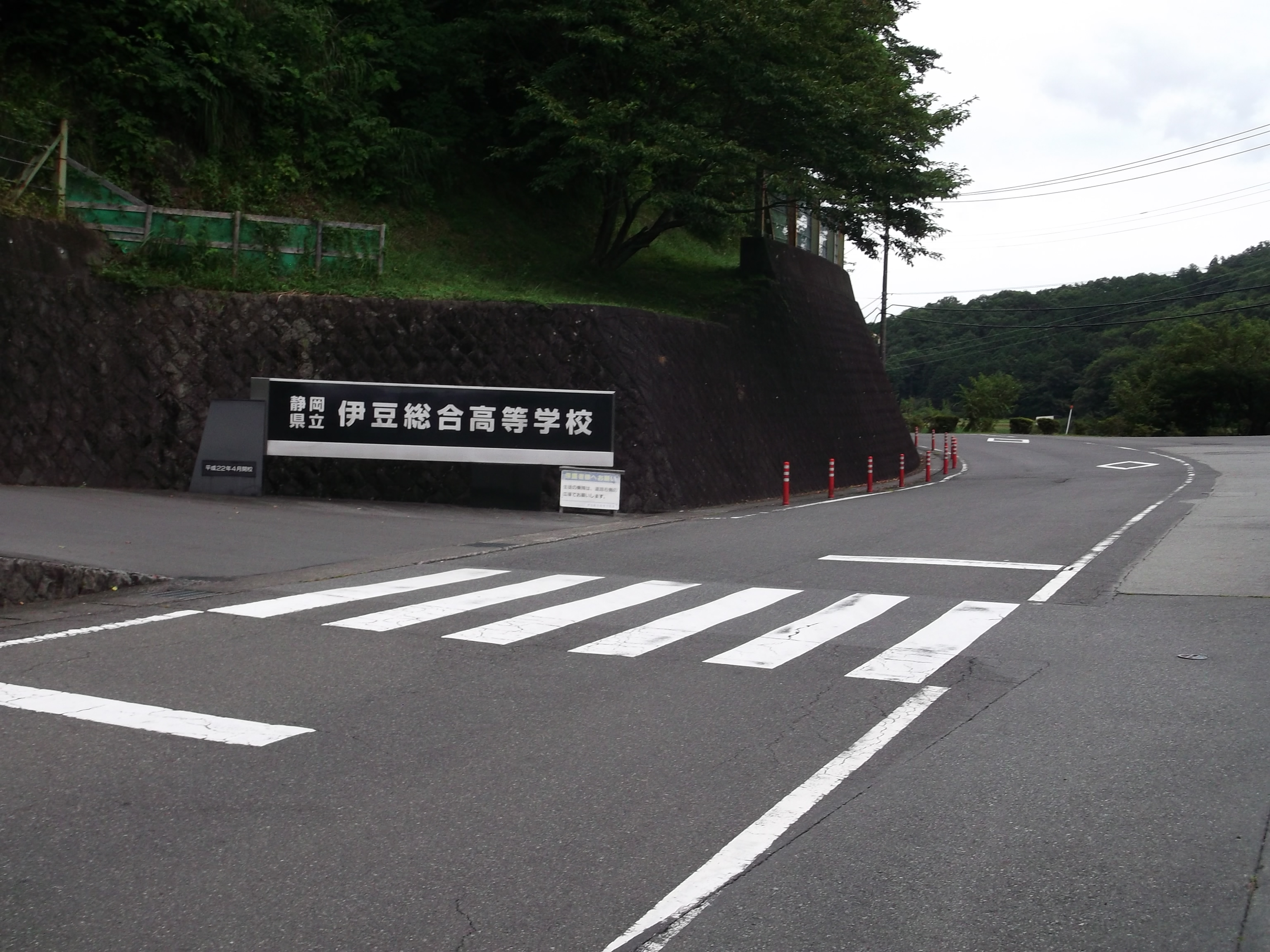
伊豆總合高等學校
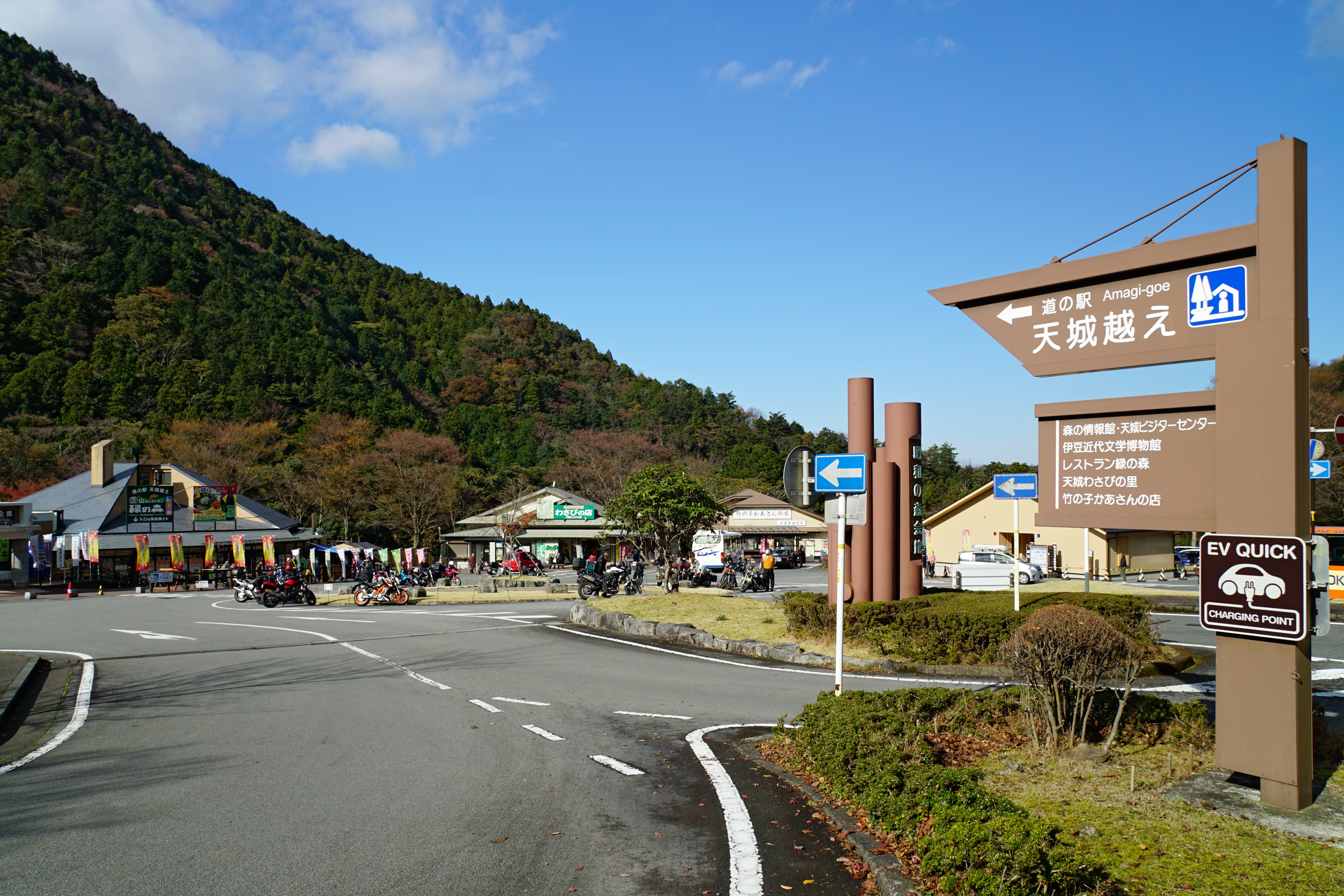
道之驛 天城越え

## 外部連結
- 维基共享资源上的相關多媒體資源：伊豆市
- 維客旅行上的伊豆市 （页面存档备份，存于）（日語）
- 官方網站 （页面存档备份，存于）
- 伊豆市観光協会 （页面存档备份，存于）
- OpenStreetMap上有關伊豆市的地理